# Рэнд, Остин Лумер
Остин Лумер Рэнд (1905—1982) — канадский зоолог и орнитолог.

## Биография
Родился в Новой Шотландии, где его наставником стал местный орнитолог Robie W. Tufts. Получил степень бакалавра наук в Университете Акадия, там же уже в 1961 году получил почётную докторскую степень.
В 1929 отправился в орнитологическую экспедицию на Мадагаскар. Её результаты помогли Рэнду получить Ph.D.. В этой экспедиции он также познакомился с зоологом и филантропом Ричардом Арчболдом, с которым затем они оставались друзьями всю жизнь. Вместе с Арчболдом они посетили Новую Гвинею с экспедициями и основали во Флориде около Лейк-Плэсид биологическую станцию (см. en:Archbold Biological Station). Затем Рэнд сделал карьеру в музеях.
Регулярно публиковался в крупном орнитологическом журнале The Auk. В 1962—1964 был президентом Американского орнитологического союза.

## Семья
Отец герпетолога Остина Стенли Рэнда.